# Це моя вечірка
Це моя вечірка (англ. It's My Party) — американська драма 1996 року.

## Сюжет
Нік Старк процвітаючий художник, але коли йому ставлять діагноз СНІД, він позбавляється найголовнішого, від нього йде його кохана людина Брендон. Через рік Ніку стає набагато гірше і лікар повідомляє, що жити в здоровому розумі йому залишилося днів десять. Нік вирішує покінчити життя самогубством. Але перед тим, як вчинити суїцид, він влаштовує прощальну вечірку, запросивши друзів і родину. Нік бажає, щоб всі запам'ятали його життєрадісним. На вечірці з'являється і Брендон, якого друзі зневажають за те, що він залишив коханого в такий важкий для нього годину. У Ніка і Брендона немає часу, та й бажання почати все з самого початку, але чи встигнуть вони хоча б пробачити один одного?

## У ролях
| Актор              | Роль             |
| ------------------ | ---------------- |
| Маргарет Чо        | Шарлін Лі        |
| Брюс Девісон       | Родні Бінгем     |
| Лі Грант           | Амалія Старк     |
| Девон Гаммерсолл   | Ендрю Бінгем     |
| Грегорі Гаррісон   | Брендон Тайс     |
| Марлі Матлін       | Дафна Старк      |
| Родді МакДауелл    | Даміан Ноулз     |
| Олівія Ньютон-Джон | Ліна Бінгем      |
| Бронсон Пінчо      | Монті Тіптон     |
| Пол Реджина        | Тоні Замара      |
| Джордж Сігал       | Пол Старк        |
| Ерік Робертс       | Нік Старк        |
| Стів Ентін         | Зак Філліпс      |
| Димитра Арлісс     | Фанні Кондос     |
| Крістофер Аткінс   | Джек Аллен       |
| Денніс Крістофер   | Дуглас Ріді      |
| Рон Гласс          | доктор Девід Вол |